# Bannūr
Bannūr är en ort i Indien.   Den ligger i distriktet Mysore och delstaten Karnataka, i den södra delen av landet, 1 800 km söder om huvudstaden New Delhi. Bannūr ligger 677 meter över havet och antalet invånare är 25 455.
Terrängen runt Bannūr är platt. Runt Bannūr är det ganska tätbefolkat, med 230 invånare per kvadratkilometer. Bannūr är det största samhället i trakten. Omgivningarna runt Bannūr är en mosaik av jordbruksmark och naturlig växtlighet.